# Pallamano Trieste
El Pallamano Trieste es un club de balonmano situado en Trieste (Italia), junto a la frontera ítalo-eslovena. Es el club más laureado de Italia con 17 títulos de liga entre 1976 y 2002.

## Títulos
- Liga de Italia (17) : 1976, 1977, 1979, 1981, 1982, 1983, 1985, 1986, 1990, 1993, 1994, 1995, 1996, 1997, 2000, 2001 et 2002
- Copa de Italia (6) :  1987, 1993, 1995, 1999, 2001 et 2002
- Copa de Liga (1) : 2004-05

## Personalidades del club
- Serbia y Montenegro Slobodan Kuzmanovski : de 1997 a 1998
- Rumania Eremia Pîrîianu : de 1999-2001
- Rumania Petru Pop : de 2000 a 2003
- Croacia/ Italia Michele Skatar : de 2004 a 2006
- Croacia/ Italia Tin Tokić : de 2003 a 2009